# Robert Siegel (Schriftsteller)
Robert Harold Siegel (* 18. August 1939 in Oak Park, Illinois; † 20. Dezember 2012 in South Berwick, Maine) war ein US-amerikanischer Schriftsteller, Dichter und Anglist.

## Leben
Robert Siegel wurde 1939 in Illinois als Sohn von Frederick William und Charlotte Lucille Chance Siegel geboren.
1957 beendete er die Arlington Heights High School in Illinois und studierte danach für zwei Jahre an der Denison University. Seinen Bachelor of Arts in Englisch erhielt er 1961 vom Wheaton College. Er erhielt ein Stipendium der Gilman Fellowship und erhielt an der Johns Hopkins University seinen Master of Art in Writing. Nach einer Tätigkeit als Chairman des English Department am Trinity College erhielt er seinen Ph.D. in Englischer Literatur an der Harvard University. 
Während seiner Zeit in Harvard studierte Siegel unter anderem bei Robert Lowell und veröffentlichte erste Gedichte in verschiedenen Magazinen. 
Später lehrte er am Dartmouth College, an der Princeton University, am Wheaton College, der Johann Wolfgang Goethe-Universität Frankfurt am Main, der University of London und der University of Wisconsin–Milwaukee, wo er ab 1992 emeritierter Professor für Englisch war.
Danach ließ er sich mit seiner Frau im südlichen Maine nieder, wo er unter anderem Kurse in kreativem Schreiben gab.
Siegel verstarb im Dezember 2012 an einer Krebserkrankung. Er hinterließ seine Frau Ann Hill Siegel, mit der er 51 Jahre verheiratet war, seine drei Töchter sowie vier Enkelkinder.
Die Robert Siegel Collection mit zahlreichen Manuskripten, Briefen und anderen Schriftstücken Siegels ist Teil der Wheaton College Special Collections.

## Werk
Siegel veröffentlichte zahlreiche Gedichte und mehrere Romane. Bekannt ist er vor allem für seine Bücher über das Leben der Wale. Mit Der weiße Wal (1995) setzte er seinen erfolgreichen Roman Das Lied der Wale (1982, Originaltitel: Whalesong) fort. Der Roman Das Eis am Ende Welt (2004) bildet den dritten Teil seiner Roman-Trilogie über Wale.
Für sein schriftstellerisches Werk wurde Robert Siegel mehrfach ausgezeichnet. Für „Das Lied der Wale“ erhielt er den Matson Award und den Golden Archer Award. Diese sehr detaillierte Geschichte wird auch in Deutschbüchern benutzt.

### Das Lied der Wale
Das Lied der Wale schildert das aufregende Leben eines Buckelwales namens Hruna. Hruna erzählt von seinen Abenteuern, von den Spielen der Jungwale, von weiten Reisen durch die Tiefe des Ozeans, von seinen Freundschaften und seiner Liebe, aber auch von tödlichen Gefahren, die von den Menschen ausgehen.
Robert Siegel wollte mit diesem Buch auf die Bedrohung der großen Meeressäuger durch die Menschen hinweisen. Diese zerstören mehr und mehr diesen Zauber des Ozeans. „Das Lied der Wale“ ist ein Aufruf zum behutsamen Umgang mit der Natur und ein deutliches Plädoyer für die Rettung der Wale.

## Deutschsprachige Buchausgaben
- Das Lied der Wale. (Originaltitel: Whalesong). dtv, München 1999, ISBN 3-423-70544-2
- Der weiße Wal. (Originaltitel: White whale).  dtv, München 2001, ISBN 3-423-70657-0
- Das Eis am Ende der Welt  (Originaltitel: The ice at the end of the world). dtv, München ISBN 3-423-70821-2